# Circonscription d'Alibo
La circonscription d'Alibo est une des 177 circonscriptions législatives de l'État fédéré Oromia, elle se situe dans la Zone Horo Gudru. Son représentant actuel est Dechasa Dugasa Kusa.